# TOI-755
TOI-755, còn được gọi là HD 110113, là một ngôi sao giống Mặt Trời với khoảng cách từ Hệ Mặt trời khoảng 346,5 năm ánh sáng (106,2 parsec) và nằm trong chòm sao Bán Nhân Mã. Khám phá của Osborn et al. được xuất bản tại Thông báo hàng tháng của Hiệp hội Thiên văn Hoàng gia vào năm 2021.

## Hệ hành tinh
Có 2 ngoại hành tinh TOI-755 b và c, nhưng hành tinh c là cũng chưa xác định. Cả hai hành tinh đều có kính thước lớn hơn Trái Đất.
| Thiên thể đồng hành (thứ tự từ ngôi sao ra) | Khối lượng     | Bán trục lớn (AU)  | Chu kỳ quỹ đạo (ngày) | Độ lệch tâm | Độ nghiêng | Bán kính       |
| ------------------------------------------- | -------------- | ------------------ | --------------------- | ----------- | ---------- | -------------- |
| b                                           | 4.54 ± 0.64 M🜨 | 0.035              | 2.541+0.0005 −0.001   | —           | —          | 2.05 ± 0.12 R🜨 |
| c (chưa xác nhận)                           | 10.49 ± 1.2 M🜨 | 0.068+0.001 −0.002 | 6.744+0.008 −0.009    | —           | —          | —              |